# Северо-запад штата Эспириту-Санту (мезорегион)

Северо-запад штата Эспириту-Санту на карте.

Северо-запад штата Эспириту-Санту (порт. Mesorregião Noroeste Espírito-Santense) — административно-статистический мезорегион в Бразилии, входит в штат Эспириту-Санту. Население составляет 413 065 человек (на 2010 год). Площадь — 12 044,666 км². Плотность населения — 34,29 чел./км².

## Демография
Согласно сведениям, собранным в ходе переписи 2010 г. Национальным институтом географии и статистики (IBGE), население мезорегиона составляет:
| Полное население                            | Полное население                            | Полное население                            | Полное население                            | 413 065 |
| ------------------------------------------- | ------------------------------------------- | ------------------------------------------- | ------------------------------------------- | ------- |
| в том числе:                                | Городское население                         | 281 541                                     | Процент городского населения, %             | 68,16   |
|                                             | Сельское население                          | 131 524                                     | Процент сельского населения, %              | 31,84   |
|                                             | Мужское население                           | 206 132                                     | Процент мужского населения, %               | 49,90   |
|                                             | Женское население                           | 206 933                                     | Процент женского населения, %               | 50,10   |
| Плотность населения, чел/км²                | Плотность населения, чел/км²                | Плотность населения, чел/км²                | Плотность населения, чел/км²                | 34,29   |
| Население мезорегиона в % к населению штата | Население мезорегиона в % к населению штата | Население мезорегиона в % к населению штата | Население мезорегиона в % к населению штата | 11,75   |

## Статистика
- Валовой внутренний продукт на 2003 составляет 1 634 289 091,00 реалов (данные: Бразильский институт географии и статистики).
- Валовой внутренний продукт на душу населения на 2003 составляет 4149,11 реалов (данные: Бразильский институт географии и статистики).
- Индекс развития человеческого потенциала на 2000 составляет 0,707 (данные: Программа развития ООН).

## Состав мезорегиона
В мезорегион входят следующие микрорегионы:
1. Барра-ди-Сан-Франсиску
2. Нова-Венесия
3. Колатина
4. Нова-Венесия